# Trussardi

Trussardi (links) und Trussardi 1911 (rechts) Logos mit stilisiertem Windhund

Die Trussardi S.p.A. ist ein nach seinem Gründer Dante Trussardi benannter italienischer Modekonzern für Damen-, Herren- und Kinderbekleidung sowie Accessoires im oberen Preissegment.
Das Mailänder Familienunternehmen mit weltweiten Einzelhandelsgeschäften wird in vierter Generation geführt und ist international bekannt für seine handgearbeiteten Lederwaren und -accessoires der Luxusklasse. Die vom Unternehmen betriebene Fondazione Nicola Trussardi ist eine international renommierte Stiftung zur Förderung zeitgenössischer Kunst.

## Unternehmensgeschichte
1911 gründete der Mailänder Lederwarenhersteller Dante Trussardi († 1970) in der Nähe von Bergamo eine Handschuhfabrik mit dem Namen Sosir. Die luxuriösen Handschuhe von Trussardi wurden rasch zum Statussymbol, eroberten binnen weniger Jahre den internationalen Markt und wurden unter anderem in den USA und in Großbritannien verkauft.
Nachdem in den späten 1960er Jahren Dantes Enkel Nicola Trussardi (1942–1999) in das Unternehmen eingetreten war, übernahm er es Anfang der 1970er mit der Absicht, Trussardi zu einem globalen Modeunternehmen zu machen. Zu den Handschuhen gesellten sich zunächst Taschen, Koffer und Kleinlederwaren. Die Lederverarbeitungsmethoden wurden verfeinert und um innovative Prozesse erweitert. 1973 entwarf Nicola Trussardi das bis heute gebräuchliche stilisierte Windhund-Logo (Greyhound) als Markenzeichen des Unternehmens. Drei Jahre später eröffnete die erste Trussardi-Boutique in Mailand, in der hochpreisige mit dem Windhund-Logo versehene Lederwaren, Lederbekleidung und eine Schmuckkollektion präsentiert wurden. 1980 wurde die Holding-Gesellschaft Finanziaria operazioni societarie SpA (Finos) gegründet, zu der die spätere Betriebsführungsgesellschaft Trussardi SpA bis heute gehört.
In den 1980er Jahren entwickelte sich Trussardi zu einer Lifestyle-Marke. Nicola Trussardi gestaltete in dieser Zeit als Designer die Flugzeug-Inneneinrichtung für Alitalia, entwarf Motorräder und Fahrzeuginneneinrichtungen für Alfa Romeo. Die Trussardi-Damenmodekollektion, Trussardi Donna, wurde 1983 lanciert und im Foyer der Mailänder Scala präsentiert. Die Herrenmode, Trussardi Uomo, folgte im Jahr darauf. Fortan war Trussardi bei der Mailänder Modewoche präsent. Mitte der 1980er Jahre kam eine Sportswearkollektion namens Trussardi Jeans sowie Kinderbekleidung hinzu. Ende der 1980er Jahre wurden die sportiven Nebenlinien Trussardi Sport (Freizeitsport) und Trussardi Action (Extremsport) präsentiert. Diese Nebenlinien waren bis 1995 in Lizenz an die Ittierre SpA vergeben und wurden dann eigenproduziert. Es folgten weiter Düfte, Brillen, Heimartikel und Accessoires unter der Marke Trussardi. 1986 wurde Trussardi in eine Aktiengesellschaft umgewandelt. 1988 stattete Trussardi die italienische Olympiadelegation bei den Olympischen Spielen in Seoul aus. Seit 1989 beherbergt das ehemalige Hotel Marino alla Scala aus dem 18. Jahrhundert in Mailand, genannt Palazzo Trussardi alla Scala, auf sechs Stockwerken die Firmenzentrale, den Flagship-Store, einen Showroom und das Trussardi-Restaurant. Ab den 1990er Jahren expandierte die Trussardi-Gruppe international, besonders in Asien, aber auch in Europa und Russland, und eröffnete weltweit zahlreiche eigene Geschäfte. 1991 lancierte das Haus die Haute Couture Kollektion Trussardi Couture in Rom. 1994 hatte Nicola Trussardi einen Gastauftritt in Robert Altmans Modesatire Prêt-à-porter und spielte sich darin selbst. 1996 gründete der Kunstliebhaber die Fondazione Nicola Trussardi, eine Stiftung, die sich als Agentur für die Förderung zeitgenössischer Kunst und Kultur in Mailand versteht. In den Jahren 1997 bis 1999 war Nicolas Ghesquière, ein Balenciaga-Designer, Gastdesigner bei Trussardi und zeigte zwei erfolgreiche Kollektionen.
Nach dem tödlichen Autounfall von Nicola Trussardi übernahm 1999 sein Sohn Francesco (1974–2003) die Leitung des Konzerns. Francesco starb 2003 mit 29 Jahren ebenso bei einem Autounfall. Das Unternehmen war danach zu je einem Viertel im Besitz von Nicola Trussardis Kindern Beatrice, Gaia und Tomaso sowie seiner Witwe, Maria Luisa Gavazzeni.
In den frühen 2000er Jahren, schwierigen Zeiten für den internationalen Luxusmarkt, besann sich Trussardi im Rahmen eines Umstrukturierungsprozesses auf seine Wurzeln im Lederwarengeschäft, holte extern vergebene Lizenzen zurück und schmälerte die sehr breit gewordene Produktpalette (es hatte sogar Trussardi-Zigaretten gegeben) wieder; die Marken Trussardi Sport und Trussardi Action wurden eingestellt. Anfang der 2000er gab es weltweit ca. 30 Trussardi-Geschäfte für die Hauptlinie des Hauses, darunter auch zwei in Berlin und München (inzwischen geschlossen), wovon insgesamt ca. 20 von Partnern betrieben wurden. Die Nebenlinien wurden über ein weltweites Filialnetz von ca. 100 sogenannten T'Stores angeboten.
Nach dem Tod ihres Bruders Francesco fungierte Beatrice Trussardi (* 1971) als CEO von Trussardi. Sie hat bis heute auch den Vorsitz der Nicola Trussardi Stiftung inne. 2005 wurde die TRU Trussardi Kollektion als Bindeglied zwischen Hauptkollektion Trussardi und Sportswearlinie Trussardi Jeans eingeführt. Gaia Trussardi, Schwester von Beatrice, war seit 2006 die Modekoordinatorin des Hauses und stand damit einem Team von Designern vor. Der jüngste Sohn von Nicola Trussardi, Tomaso Trussardi (* 1983), fungierte als Geschäftsführer der firmeneigenen Produktionsgesellschaft TRS Evolution SpA (bis 2002: Sosir SpA). Ab Anfang der 2010er Jahre trat Tomaso Trussardi, der seit 2014 mit Michelle Hunziker verheiratet ist, in Anzeigenkampagnen für die Marke Trussardi auf, so Ende 2012 in einem von Wim Wenders gedrehten Werbefilm für das Trussardi-Herrenparfüm My Land.
2007 ging der neue Webauftritt des Unternehmens online. Das Logo wurde 2008 erneuert. Die hochpreisige Trussardi-Hauptkollektion mit Bekleidung und Accessoires wurde 2008 mit dem ehemaligen Jil-Sander-Designer Milan Vukmirovic als Trussardi 1911 für Damen und Herren neu lanciert. Im März 2011 verkündete Trussardi, dass Vukmirovic das Unternehmen verlasse. Im Juni 2011 wurde der in Stuttgart geborene Türke Umit Benan, der seit 2009 ein nach ihm benanntes Herrenmodelabel führt, offiziell zum Nachfolger von Vukmirovic bei Trussardi ernannt. Als Konsequenz wurde die Hauptkollektion im Jahr 2012 wieder in Trussardi umbenannt. Benan verließ Trussardi im Frühjahr 2013.
Zum 100-jährigen Firmenjubiläum, anlässlich dessen 2011 eine Kollektion mit Trussardi 100 Produkten präsentiert wurde, gab es unter anderem ein Trussardi-Sondermodell des BMW 5er Gran Turismo.
Als neue Kreativdirektorin wurde Ende Februar 2013 Gaia Trussardi bestimmt, die bei der Trussardi-Herrenmodenschau im Juni 2013 erstmals zum Schlussapplaus auf dem Laufsteg erschien. Ab dem Sommer 2013 bot das Unternehmen auch wieder Kindermode an. Gaia Trussardi trat im April 2018 als Kreativdirektorin zurück. Ihre Rolle übernahm in der Folge ein Design-Team.
2016 übernahm Tomaso Trussardi den Firmenanteil und CEO-Posten seiner Schwester Beatrice, die sich seither auf die Fondazione Nicola Trussardi konzentriert.

### Trussardi heute
Im Frühjahr 2019 verkaufte die Trussardi-Familie die Mehrheit ihres Familienunternehmens an die italienische Beteiligungsgesellschaft QuattroR aus Mailand, die letztendlich 60 % an Trussardi hält. Die übrigen 40 % gehören Tomaso Trussardi und seiner Mutter, Maria Luisa Gavazzeni. Mit dem Verkauf wechselte Tomaso Trussardi in den Aufsichtsrat. Der derzeitige Trussardi-CEO ist seit Oktober 2020 der Amerikaner Sebastian Suhl. Im Mai 2021 gab Trussardi bekannt, dass die Designer der Berliner Avantgarde-Modemarke GmbH, Serhat Işık und Benjamin A. Huseby, zu Kreativdirektoren bei Trussardi ernannt wurden.
Die Trussardi-Hauptkollektion wird weltweit über den gehobenen Einzelhandel und wenige Trussardi-Flagshipstores (Stand 2016: Mailand, Rom, Forte dei Marmi, Madrid, Shanghai) sowie über den firmeneigenen Onlineshop vertrieben. Die übrigen Trussardi-Boutiquen, von denen es heute ca. 180 auf der Welt gibt, die größtenteils im Franchise-System geführt werden, firmierten bis 2016 unter "Tru Trussardi" (bis 2005: T'Stores) und boten die preisgünstigeren Tru Trussardi und Trussardi Jeans Marken an. Seit 2009 gab es im Moskauer Warenhaus GUM ein eigenes Trussardi Jeans Geschäft. 2016 wurde die Brückenlinie Tru Trussardi aufgegeben. Die ehemaligen Tru-Ladengeschäfte heißen seither wieder T'Trussardi, wie bereits in den 1990ern unter Nicola Trussardi. Die einstige Sportkollektion Trussardi Sport wurde wiederbelebt. Mit den neuen Kreativdirektoren Işık und Huseby soll das Trussardi-Markenportfolio auf eine Hauptlinie verschmälert werden.
Im März 2024 wurde Trussardi vom italienischen Modekonzern Miroglio übernommen.

### Trussardi-Marken
Aktuelle Marken:
- Trussardi (zwischen 2008 und 2012: Trussardi 1911) – Laufsteg-Kollektion und Hauptlinie für Damen und Herren; entworfen von: Milan Vukmirovic (2008–2011), Umit Benan (2011–2013), Gaia Trussardi (2013–2018), Design-Team (2018–2021)
- TJ Trussardi Jeans – Sportswearkollektion für Damen und Herren – und  Trussardi Sport (Ende 1980er lanciert, Anfang 2000er eingestellt, 2016 wieder eingeführt)

Eingestellte Marken:
- Trussardi Couture

L'Uomo Trussardi Zerstäuber (50 ml Eau de Toilette) mit Windhund-Logo

- TRU Trussardi sowie TRU Trussardi Junior – Brückenkollektion für Damen und Herren sowie Kinder und Babys (2005–2016)
- Trussardi Action

### Trussardi-Düfte
Ab 1982 wurden mithilfe der italienischen ICR-ITF Gruppe zahlreiche Düfte für Herren und Damen unter dem Namen Trussardi vertrieben. Im Jahr 2000 übernahm Cosmopolitan Cosmetics die Parfüm-Lizenz von Trussardi, 2004 die französische Selective Beauty / Perfume Holding SA. 2010 vergab Trussardi die Lizenz erneut an ICR-ITF, woraufhin alle bis dahin bestehenden Parfüms eingestellt wurden. 2013 übernahm die italienische Angelini-Gruppe ICR-ITF und damit die Trussardi-Lizenz.
(Erscheinungsjahr)
- Trussardi (Damen, 1982), Trussardi Uomo (Herren, 1983)
- Trussardi Action Donna (1989), Trussardi Action Uomo (1990), Trussardi Action Sport (Unisex, 1993)
- Donna Trussardi (1993), L'Uomo Trussardi (1995)
- Trussardi Python (1999), Python for Man (2001)
- Trussardi Skin (2002)
- Trussardi Jeans (2003), Trussardi Jeans for Man (2004)
- Trussardi Inside (Damen, 2006), Trussardi Inside (Herren, 2006)
- Trussardi Bianco (2006)
- Trussardi Essenza del Tempo (2008)
- Trussardi 1911 Lavanda (2011)
- Trussardi Uomo (2011), Trussardi Donna (2011)
- Trussardi My Land (Herren, 2011)
- Trussardi Black Extreme (Herren, 2014)
- Trussardi Blue Land (Herren, 2015)
- Trussardi My Scent (Damen, 2015)
- Trussardi Riflesso (Herren, 2017)
- Trussardi The Black Rose (Unisex, 2017)
- Trussardi Sound of Donna (Frauen[19], 2018)